# Укейрібат (нохія)
Укейрібат (араб. ناحية عقيربات‎‎) — нохія у Сирії, що входить до складу району Саламія провінції Хама. Адміністративний центр — м. Укейрібат.
| Сирія | Це незавершена стаття з географії Сирії. Ви можете допомогти проєкту, виправивши або дописавши її. |